# Stella Cox
Stella Cox (Roma, 7 de noviembre de 1990) es una actriz pornográfica y modelo erótica italiana.

## Biografía
Nacida en Roma en noviembre de 1990, se trasladó siendo joven al Reino Unido, donde comenzó su carrera como actriz pornográfica en 2013, a los 23 años de edad.
Como actriz, ha trabajado para estudios como Naughty America, Evil Angel, Digital Playground, New Sensations, Mofos, Hard X, Private, SexArt, Elegant Angel, Sweetheart Video, Wicked, Girlfriends Films, Brazzers o Reality Kings, entre otros.
Rodó su primera escena de sexo anal en diciembre de 2014, para la película British Girl's First Anal Sex.
Su primera nominación en el circuito importante de premios de la industria pornográfica fue en el año 2016, cuando fue nominada en los Premios AVN en la categoría de Artista femenina extranjera del año. Al año siguiente, por la película Sherlock: a XXX Parody, junto al actor Danny D, recibiría dos nominaciones: en los Premios AVN a la Mejor escena de sexo en producción extranjera; y en los Premios XBIZ a la Mejor actriz en película parodia.
En el año 2018 se alzó con el Premio XBIZ a la Artista femenina extranjera del año, siendo el segundo año consecutivo que una italiana, tras Valentina Nappi, se lleva tal galardón.
Ha rodado más de 500 películas como actriz.
Alguno de sus trabajos destacados son Amazing Tits 5, Cuckold Lives, Dime Piece, Exquisite Slits, Just Do Her, Lovers Reunited, Mountain Crush, Prison Lesbians 4, Sex, Brits and Rock N' Roll, Stay With Me o Tits and Oil 3.

## Premios y nominaciones
| Año  | Ceremonia                   | Resultado | Premio                                         | Trabajo                |
| ---- | --------------------------- | --------- | ---------------------------------------------- | ---------------------- |
| 2014 | Premios UKAP                | Ganadora  | Debutante femenina del año                     | —                      |
| 2016 | Premios AVN                 | Nominada  | Artista femenina extranjera del año            | —                      |
| 2017 | Premios AVN                 | Nominada  | Artista femenina extranjera del año            | —                      |
| 2017 | Premios AVN                 | Nominada  | Mejor escena de sexo en producción extranjera  | Sherlock: a XXX Parody |
| 2017 | Spank Bank Awards           | Nominada  | BBC Slut of the Year                           | —                      |
| 2017 | Spank Bank Awards           | Nominada  | Deepest Throat                                 | —                      |
| 2017 | Spank Bank Awards           | Nominada  | Dirty Little Slut of the Year                  | —                      |
| 2017 | Spank Bank Awards           | Ganadora  | Gangbanged Girl of the Year                    | —                      |
| 2017 | Spank Bank Awards           | Nominada  | Gloryhole Guru of the Year                     | —                      |
| 2017 | Spank Bank Awards           | Ganadora  | Imported Enchantress of the Year               | —                      |
| 2017 | Spank Bank Awards           | Nominada  | Life Sized Human Hand Puppet                   | —                      |
| 2017 | Spank Bank Awards           | Nominada  | Most Spanked To Girl of the Year               | —                      |
| 2017 | Spank Bank Awards           | Nominada  | My (Wet) Dream Girl                            | —                      |
| 2017 | Spank Bank Awards           | Nominada  | Porn's Next Superstar                          | —                      |
| 2017 | Spank Bank Technical Awards | Ganadora  | 0069: Licensed To Kill Dicks                   | —                      |
| 2017 | Premios XBIZ                | Nominada  | Artista femenina extranjera del año            | —                      |
| 2017 | Premios XBIZ                | Nominada  | Mejor actriz en película parodia               | Sherlock: a XXX Parody |
| 2018 | Premios XBIZ                | Ganadora  | Artista femenina extranjera del año            | —                      |
| 2018 | Premios XBIZ Europa         | Nominada  | Artista femenina del año                       | —                      |
| 2018 | Spank Bank Awards           | Nominada  | ATM Machine                                    | —                      |
| 2018 | Spank Bank Awards           | Nominada  | Best 'Just Got Fucked' Hair                    | —                      |
| 2018 | Spank Bank Awards           | Nominada  | Best Vocals                                    | —                      |
| 2018 | Spank Bank Awards           | Nominada  | Cock Worshipper of the Year                    | —                      |
| 2018 | Spank Bank Awards           | Nominada  | Contessa of Cum                                | —                      |
| 2018 | Spank Bank Awards           | Nominada  | Deepest Throat                                 | —                      |
| 2018 | Spank Bank Awards           | Nominada  | DP Dynamo of the Year                          | —                      |
| 2018 | Spank Bank Awards           | Ganadora  | Facial Cum Target of the Year                  | —                      |
| 2018 | Spank Bank Awards           | Nominada  | Most Comprehensive Utilization of All Orifices | —                      |
| 2018 | Spank Bank Awards           | Nominada  | Most Fuckable Feet                             | —                      |
| 2018 | Spank Bank Awards           | Nominada  | My (Wet) Dream Girl                            | —                      |
| 2018 | Spank Bank Awards           | Nominada  | The Sexiest Woman Alive                        | —                      |
| 2018 | Spank Bank Technical Awards | Ganadora  | Sexual Jedi                                    | —                      |
| 2019 | Premios XBIZ                | Nominada  | Artista femenina extranjera del año            | —                      |